# Бруно Лайбундгут
Бруно Лайбундгут (нім. Bruno Leibundgut; нар. 1 квітня 1960, Базель) — швейцарський астроном, фахівець з наднових та космології. Він був членом команди High-Z Supernova Search Team та брав участь у плануванні, розробці та запуску Дуже великого телескопа.

## Кар'єра
Лайбундгут отримав ступінь доктора філософії в Базельському університеті в 1988 році під керівництвом Густава Андреаса Тамманна. Його дисертація називалась «Криві блиску наднових типу I». Він був постдоком у Гарварді, працюючи з Робертом Кіршнером, та в Берклі, працюючи з Алексом Філіпенком. Він є автором або співавтором понад 140 рецензованих статей з більш ніж 35000 цитуваннями.
З 1993 року він працював астрономом в Європейській південній обсерваторії. Він обіймав різні посади, такі як заступник наукового співробітника програми Дуже великого телескопа, керівник групи підтримки користувачів у Гархінзі та директор з науки. У 2014 році він мав сабатікал. Він був науковим співробітником програми Дуже Великого Телескопа з 2015 по 2022 рік і був повторно призначений директором з науки Європейської південної обсерваторії у 2023 році.
Від 2019 року він є почесним професором Мюнхенського технічного університету.
Він є співкерівним дослідником програми adH0cc, метою якої є визначення значення сталої Хаббла шляхом вимірювання відстаней до наднових типу II за допомогою методу розширюваних фотосфер.

## Нагороди
- 2007: Премія Грубера з космології (співлауреат у складі High-Z Supernova Search Team)
- 2011: Нобелівська премія з фізики була присуджена колегам Лайбундгута Браяну Шмідту та Адаму Ріссу з High-Z Supernova Search Team за роботу, виконану всією командою.
- 2015: Премія за важливе відкриття у фундаментальній фізиці, спільно з Браяном Шмідтом, Адамом Ріссом та High-Z Supernova Search Team.